# Bahía de Vitória

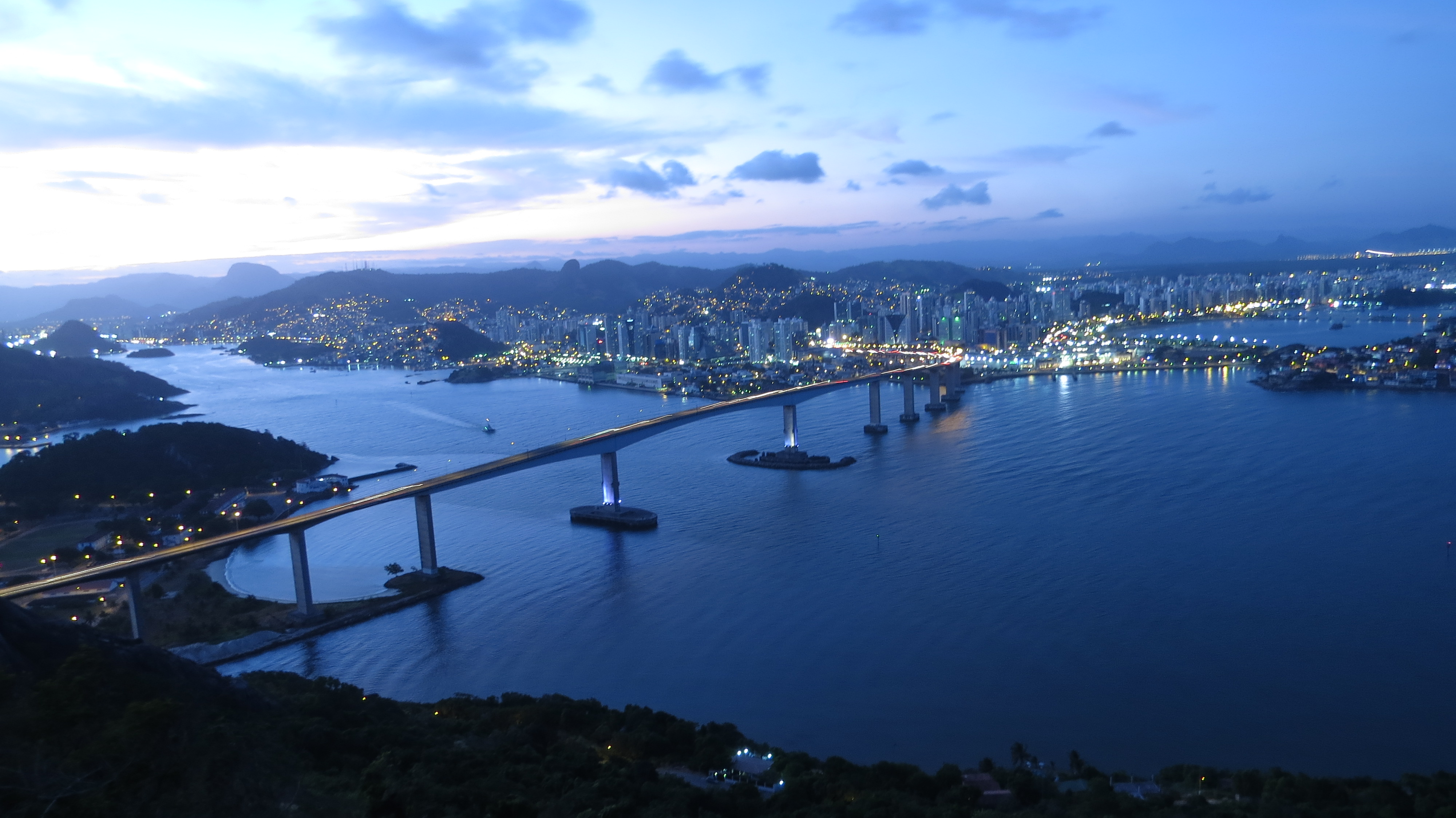
Vista aérea de la bahía de Victoria.

La bahía de Vitória es una bahía del estado brasileño de Espírito Santo.
Se encuentra comprendida entre los municipios de Vitória, Vila Velha, Cariacica y Serra. El canal formado por la bahía circunda parte de la capital capixaba, formando una isla que es la parte insular de la ciudad. 
La bahía resulta del encuentro de ríos y mar, formando un gran estuario con sambaquis, manglares e islas intocadas por el hombre, componiendo un cuadro de paisajes únicos y de gran belleza.
Son símbolos de la bahía de Vitória: el Penedo y el Tercer Puente.
- Datos: Q16496133
- Multimedia: Baía de Vitória / Q16496133